# La setta degli angeli
La setta degli angeli è un romanzo di Andrea Camilleri pubblicata il 20 ottobre 2011 dalla case editrice Sellerio.

## Trama
Andrea Camilleri, come già altre volte, trae ispirazione per il suo romanzo da un preciso fatto storico che egli riveste della sua ironica fantasia.
L'avvenimento in questione è descritto nel 1901 in un articolo di Don Luigi Sturzo in un quotidiano dell'epoca:
Nella realtà storica il giornalista e avvocato Matteo Teresi, socialista umanitario, nella Sicilia del 1901, scoprì che ad Alia ( nel romanzo chiamata Palizzolo), un paese in provincia di Palermo, dove egli, stimato da molti, svolgeva la sua professione gratuitamente per i poveri, esisteva una setta segreta di preti che approfittando della loro condizione sacerdotale plagiavano numerose donne per soddisfare le loro voglie sessuali. Il fatto denunciato dall'avvocato alle autorità fece nascere uno scandalo di portata nazionale che provocò l'intervento di condanna concorde sia del socialista Filippo Turati che del sacerdote Don Sturzo.
Camilleri nella presentazione del romanzo avverte che la sua non vuol essere una polemica anticlericale, colorita da annotazioni boccacesche, ma la descrizione del capovolgimento dell'opinione pubblica a seguito dei fatti denunciati per cui da eroe della verità Teresi divenne la causa di tutti i mali.
In un primo tempo l'avvocato fu infatti lodato per la sua coraggiosa rivelazione ma quando si vide come le donne coinvolte nella vicenda fossero state svergognate e destinate a non trovare più un marito, quando un'ondata di fango si riversò su tutto il paese e i suoi abitanti, allora cominciò una sotterranea opera di riprovazione nei confronti di Teresi, giudicato come la causa prima di tutte quelle dannose conseguenze della sua denuncia. L'opera di intimidazione nei confronti di Teresi arrivò a tal punto che l'avvocato, persino scomunicato dall'arcivescovo di Cefalù, fatto anche segno alla fucilata di un mafioso, fu costretto a lasciare la Sicilia e ad emigrare in America dove continuò ad offrire il suo patrocinio gratuito ai poveri e ai deboli.
Osserva Camilleri:

## Edizioni
- Andrea Camilleri, La setta degli angeli, Prima edizione, Sellerio, 2011,  p. 256, ISBN 978-88-389-2589-4.